# 국제 물리 올림피아드
국제 물리 올림피아드는 매년 개최되는 고등학생을 대상으로 물리학의 지식, 문제를 해결하는 능력을 겨루는 국제대회이다.

## 같이 보기
- 분류:국제 과학 올림피아드
- 국제 청소년 물리 토너먼트